# Yannick Carrasco
Yannick Ferreira Carrasco (* 4. September 1993 in Ixelles/Elsene) ist ein belgisch-spanischer Fußballspieler. Der Flügelspieler steht bei al-Shabab unter Vertrag und ist belgischer A-Nationalspieler.

## Karriere

### Vereine

#### Bis 2010: Anfänge in Belgien
Carrasco, Sohn eines portugiesischen Vaters und einer spanischen Mutter, wuchs in Vilvoorde in der Provinz Flämisch-Brabant unweit der Hauptstadt Brüssel auf und begann mit dem Fußballspielen beim Stade Everois RC. Später spielte er für Koninklijke Diegem Sport und Germinal Beerschot und wechselte 2009 in die Jugendmannschaft des KRC Genk.

#### 2010–2015: Stammspieler bei der AS Monaco
Nach einem Jahr ging Carrasco zur AS Monaco und rückte dort zur Saison 2012/13 in den Kader der ersten Mannschaft auf, die zu diesem Zeitpunkt in der Ligue 2 spielte. Am 30. Juli 2012 gab er beim 4:0-Sieg gegen den FC Tours sein Profi-Debüt. Dabei stand er in der Startelf und erzielte in der 30. Minute das Tor zum 1:0. Am Ende der Saison wurde er mit der Mannschaft Meister und stieg in die Ligue 1 auf. Nach einer erfolgreichen Spielzeit 2013/14, die der Verein als Vizemeister beendete, spielte Carrasco in der Saison 2014/15 mit den Monegassen in der Champions League. In der Gruppenphase kam er in allen Spielen zum Einsatz und zog mit der Mannschaft als Gruppensieger ins Achtelfinale ein, in der sie auf den FC Arsenal traf. Im Hinspiel erzielte er in der 90. Minute mit dem Tor zum 3:1-Endstand sein erstes Tor in der Champions League und erreichte nach einer 0:2-Niederlage im Rückspiel das Viertelfinale. Dort scheiterte er mit der Mannschaft an Juventus Turin.

#### 2015–2018: Europa-League-Sieger mit Atlético Madrid
Zur Saison 2015/16 wechselte Carrasco in die spanische Primera División zu Atlético Madrid. Er unterschrieb einen Fünfjahresvertrag mit einer Laufzeit bis zum 30. Juni 2020. Am 30. August 2015 kam er beim 3:0-Auswärtssieg gegen den FC Sevilla zu seinem ersten Ligaeinsatz. Sein erstes Tor erzielte er am 18. Oktober 2015 im Auswärtsspiel bei Real Sociedad zum 2:0-Endstand. Am 28. Mai 2016 erzielte er im Endspiel der UEFA Champions League 2015/16 gegen Real Madrid den Treffer zum 1:1 und verlor mit Atlético anschließend im Elfmeterschießen. In der Spielzeit 2017/18 gewann Carrasco mit Atlético die Europa League.

#### 2018–2023: Wechsel nach China und Rückkehr nach Madrid
Ende Februar 2018 wechselte Carrasco in die Chinese Super League zu Dalian Yifang. Ende Januar 2020 wurde er bis Saisonende an seinen Ex-Verein Atlético Madrid verliehen und kehrte anschließend fest nach Madrid zurück.
Im Januar 2023 sicherte sich der FC Barcelona im Zuge des Transfers von Memphis Depay zu Atlético eine nicht-verpflichtende Kaufoption für Carrasco zur Saison 2023/24, die jedoch nicht gezogen wurde.

#### Seit 2023: Wechsel nach Saudi-Arabien
Im September 2023 wechselte er zu al-Shabab nach Saudi-Arabien und unterschrieb dort einen Vierjahresvertrag.

### Nationalmannschaft

#### Jugendmannschaften
Carrasco kam am 16. April 2008 beim 2:0-Sieg in Island zu seinem einzigen Einsatz für die belgische U15-Nationalmannschaft. Anfang 2010 machte er beim 1:1 gegen Georgien sein erstes Spiel für die U17-Auswahl des belgischen Fußballverbands. Am 27. Oktober 2010 debütierte er beim 1:1 gegen Russland für Belgiens U18, für die er am 25. Januar 2011 sein einziges Tor beim 1:3 gegen Frankreich erzielte. Für die U19-Nationalmannschaft spielte er erstmals am 9. August 2011 beim 1:1 gegen Dänemark und erzielte in insgesamt zwölf Spielen drei Tore. Am 25. März 2013 kam Carrasco beim 2:0-Sieg gegen Zypern zu seinem ersten Einsatz für die U21-Nationalmannschaft. Sein einziges Tor in elf Spielen erzielte er am 5. September 2013 beim 3:1-Sieg in Italien.

#### A-Nationalmannschaft
Am 4. September 2014 stand Carrasco beim Freundschaftsspiel gegen Australien erstmals im Kader der belgischen A-Nationalmannschaft, kam jedoch nicht zum Einsatz. Sein Debüt gab er am 26. März 2015 beim 5:0-Sieg im EM-Qualifikationsspiel gegen Zypern, bei dem er in der 69. Minute für Marouane Fellaini eingewechselt wurde. 
Für die Europameisterschaft 2016 in Frankreich wurde Carrasco von Nationaltrainer Marc Wilmots in den belgischen Kader berufen. Im Achtelfinale gegen Ungarn erzielte er sein erstes Länderspieltor zum 4:0-Endstand. Insgesamt kam er in fünf Spielen seiner Mannschaft zum Einsatz, die im Viertelfinale mit 1:3 an Wales scheiterte. Bei der Weltmeisterschaft 2018 in Russland stand Carrasco erneut im Kader seines Landes. Er wurde viermal eingesetzt und belegte mit seinem Team den dritten Platz. Auch zur Europameisterschaft 2021 wurde Carrasco in den belgischen Kader berufen. Bei der EM-Endrunde schied Belgien im Viertelfinale gegen den späteren Titelträger Italien aus. Dabei kam Carrasco sowohl in den Gruppenspielen gegen Russland und Dänemark als auch im Achtelfinale gegen Portugal zum Einsatz.
Bei der Weltmeisterschaft 2022 gehörte er zum belgischen Kader und wurde in zwei der drei Gruppenspiele eingesetzt, nach denen die Belgier ausschieden. 
In der Qualifikation für die EM 2024 wurde er in allen acht Spielen eingesetzt und qualifizierte sich mit den Roten Teufeln ungeschlagen für die EM-Endrunde, für die er am 28. Mai 2024 nominiert wurde.

## Titel
International
- Europa-League-Sieger: 2018

Frankreich
- Französischer Zweitligameister und Aufstieg in die Ligue 1: 2013

Spanien
- Spanischer Meister: 2021